# Палмово ливадарче
Палмовите ливадарчета (Dulus dominicus) са вид птици от разред Врабчоподобни (Passeriformes), единствен представител на род Dulus и семейство Dulidae.
Разпространени са в палмовите савани на остров Испаньола и някои съседни малки острови. Достигат 20 сантиметра дължина и са маслинено кафяви по гърба и кремави с множество кафяви петна по корема. Хранят се главно с плодове, по-рядко с цветове.